# 圣马丹代斯特雷欧
圣马丹代斯特雷欧（法語：Saint-Martin-d'Estréaux，法語發音：[sɛ̃ maʁtɛ̃ dɛstʁeo]）是法国卢瓦尔省的一个市镇，位于该省西北部，属于罗阿讷区。

## 地名
法语人名在日常人名译名以及《世界人名翻譯大辭典》、《法语姓名译名手册》等主流人名译名类书籍资料中多译作“马丁”，不过在《世界地名翻译大辞典》、《世界地名译名词典》和《法国地图册》等主流地名译名类书籍资料中多译作“马丹”。

## 地理
圣马丹代斯特雷欧（46°12'22"N, 3°47'55"E）面积29.6 平方千米，位于法国奥弗涅-罗讷-阿尔卑斯大区卢瓦尔省，该省份为法国中南部省份，北起顺时针与索恩-卢瓦尔省、罗讷省、伊泽尔省、阿尔代什省、上盧瓦爾省、多姆山省和阿列省接壤。
与圣马丹代斯特雷欧接壤的市镇（或旧市镇、城区）包括：昂德拉罗什、福雷地区蒙泰居埃、圣皮埃尔拉瓦勒、于尔比斯、舍奈勒沙泰勒、勒克罗泽、拉帕科迪耶尔、萨伊莱班、圣博内德卡尔。
圣马丹代斯特雷欧的时区为UTC+01:00、UTC+02:00（夏令时）。

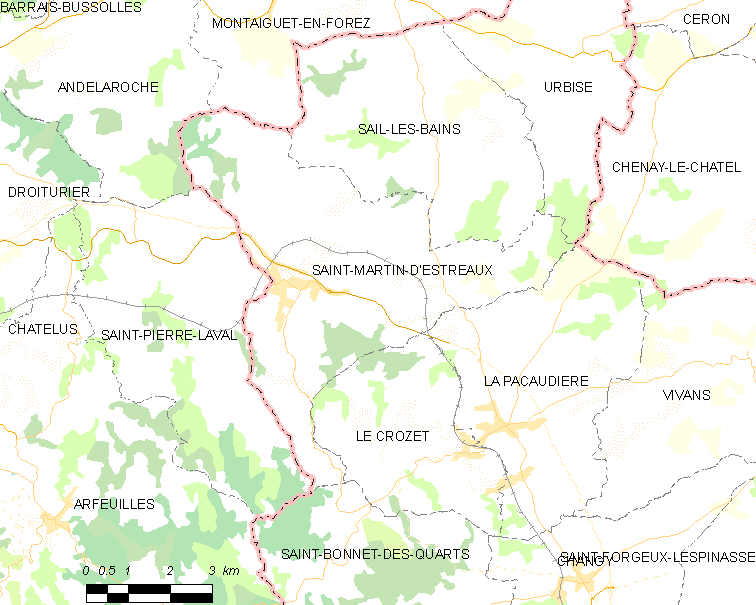
圣马丹代斯特雷欧的OSM定位图

## 行政
圣马丹代斯特雷欧的邮政编码为42620，INSEE市镇编码为42257。

## 政治
圣马丹代斯特雷欧所属的省级选区为勒奈松县。

## 交通
法国国道N7线和卢瓦尔省省道D8线、D46线、D52线、D93线经过境内。

## 人口

1962-2008年间圣马丹代斯特雷欧人口变化图示

圣马丹代斯特雷欧于2022年1月1日时的人口数量为850人。